# Nomada simplicicoxa
Nomada simplicicoxa är en biart som beskrevs av Swenk 1915. Nomada simplicicoxa ingår i släktet gökbin, och familjen långtungebin. Inga underarter finns listade i Catalogue of Life.